# Drewnowo-Gołyń (gromada)
Drewnowo-Gołyń (do 30 XII 1959 Białe Szczepanowice) – dawna gromada, czyli najmniejsza jednostka podziału terytorialnego Polskiej Rzeczypospolitej Ludowej w latach 1954–1972.
Gromady, z gromadzkimi radami narodowymi (GRN) jako organami władzy najniższego stopnia na wsi, funkcjonowały od reformy reorganizującej administrację wiejską przeprowadzonej jesienią 1954 do momentu ich zniesienia z dniem 1 stycznia 1973, tym samym wypierając organizację gminną w latach 1954–1972.
Gromadę Drewnowo-Gołyń siedzibą GRN w Drewnowie-Gołyniu utworzono 31 grudnia 1959 w powiecie ostrowskim w woj. warszawskim w związku z przeniesieniem siedziby GRN gromady Białe Szczepanowice z Białych Szczepanowic do Drewnowa-Gołynia i zmianą nazwy jednostki na gromada Drewnowo-Gołyń; równocześnie do nowo utworzonej gromady Drewnowo-Gołyń włączono obszar zniesionej gromady Kutyłowo-Perysie.
Gromadę zniesiono 1 stycznia 1969, a jej obszar włączono do gromady Boguty-Pianki w tymże powiecie.